# Lichtschulheim Lüneburger Land

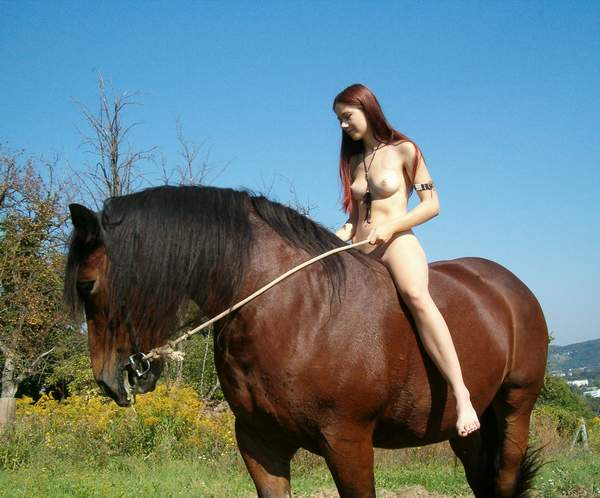
Nudistă călare

Lichtschulheim Lüneburger Land a fost o școală privată pedagogică reformată, (1927-1933), situată lângă Betzendorf, la 17 km sud-vest de  Lüneburg, Germania.
Școala a fost înființată în anul 1927 de Dr. Walter Fränzel și soția lui, Elise Fränzel care au și predat în școală până la închiderea ei de regimul nazist.

## Țelul școlii
Țelul școlii era propagarea metodelor pedagogice și a principiilor naturismului, având loc expuneri direct în aer lber, căutând să explice elevilor peste clasa V-a, legătura strânsă dintre om și natură. În școală se mai predau disciplinele artă, muzică, meserii și planificarea schemei grădinilor. Un alt punct important care se propaga prin învățământ era respectarea personalității individului, încurajarea prieteniilor, colegialității.
Spre deosebire de școala Odenwald unde la orele de eduacție fizică se practica întotdeauna nudismul, aici se ținea cont temperatură și starea timpului.
După 1945 planul de reschidere a școlii nu a putut fi realizat, în schimb pe terenul fostei școli se practică în prezent nudismul.